# Scaphyglottis michelangeliorum
Scaphyglottis michelangeliorum är en orkidéart som beskrevs av Germán Carnevali och Julian Alfred Steyermark. Scaphyglottis michelangeliorum ingår i släktet Scaphyglottis och familjen orkidéer. Inga underarter finns listade i Catalogue of Life.